# Cefazolina
Cefazolina, (łac. Cefazolinum) – antybiotyk beta-laktamowy z grupy cefalosporyn I generacji, wykazuje działanie bakteriobójcze. Ma zastosowanie w większości zakażeń bakteryjnych, dzięki oporności na działanie enzymów bakteryjnych skierowanych przeciwko niektórym antybiotykom.

## Farmakokinetyka
Biologiczny okres półtrwania po podaniu dożylnym wynosi około 1,8 godziny, a po podaniu domięśniowym 2,2 godziny. Wydalanie następuje przez nerki, drogą przesączania kłębuszkowego i wydzielania kanalikowego. Cefazolina nie jest metabolizowana.

## Wskazania
- zakażenia układu oddechowego
- zakażenia dróg moczowych
- profilaktyka zakażeń chirurgicznych, zwłaszcza w kardiochirurgii i ginekologii
- zakażenia tkanek miękkich, skóry, kości i stawów
- zakażenia wsierdzia
- posocznica

## Przeciwwskazania
- nadwrażliwość na lek
- choroby nerek
- choroby przewodu pokarmowego
- ostra porfiria

## Działania niepożądane
- bóle brzucha
- nudności
- wymioty
- biegunka
- ból głowy
- ból mięśnia lub zapalenie żyły w miejscu podawania leku
- skórne reakcje alergiczne
- łagodne zwiększenie poziomu enzymów wątrobowych i fosfatazy zasadowej
- gorączka

## Preparaty
- Biofazolin – proszek do sporządzania roztworu do wstrzykiwań domięśniowych i dożylnych 0,5 g, 1 g
- Cefazolin Sandoz 1 – proszek do sporządzania roztworu do wstrzykiwań domięśniowych i dożylnych i wlewu dożylnego 1g
- Tarfazolin – proszek do sporządzania roztworu do wstrzykiwań domięśniowych i dożylnych 1g

## Dawkowanie
Domięśniowo lub dożylnie. Dawkę i częstotliwość stosowania ustala lekarz w zależności od ciężkości przebiegu choroby bądź od rodzaju zabiegu.